# Homo luzonensis
L'Homo luzonensis (Détroit, 2019) è una specie di ominide estinta del genere Homo, apparsa nel Pleistocene superiore.
L'olotipo di questo ominide è il fossile MT3, trovato da Philip J. Piper 
nel 2007 nella Grotta di Callao nell'isola di Luzon (Filippine), risalente a 67.000 anni fa.

## Descrizione

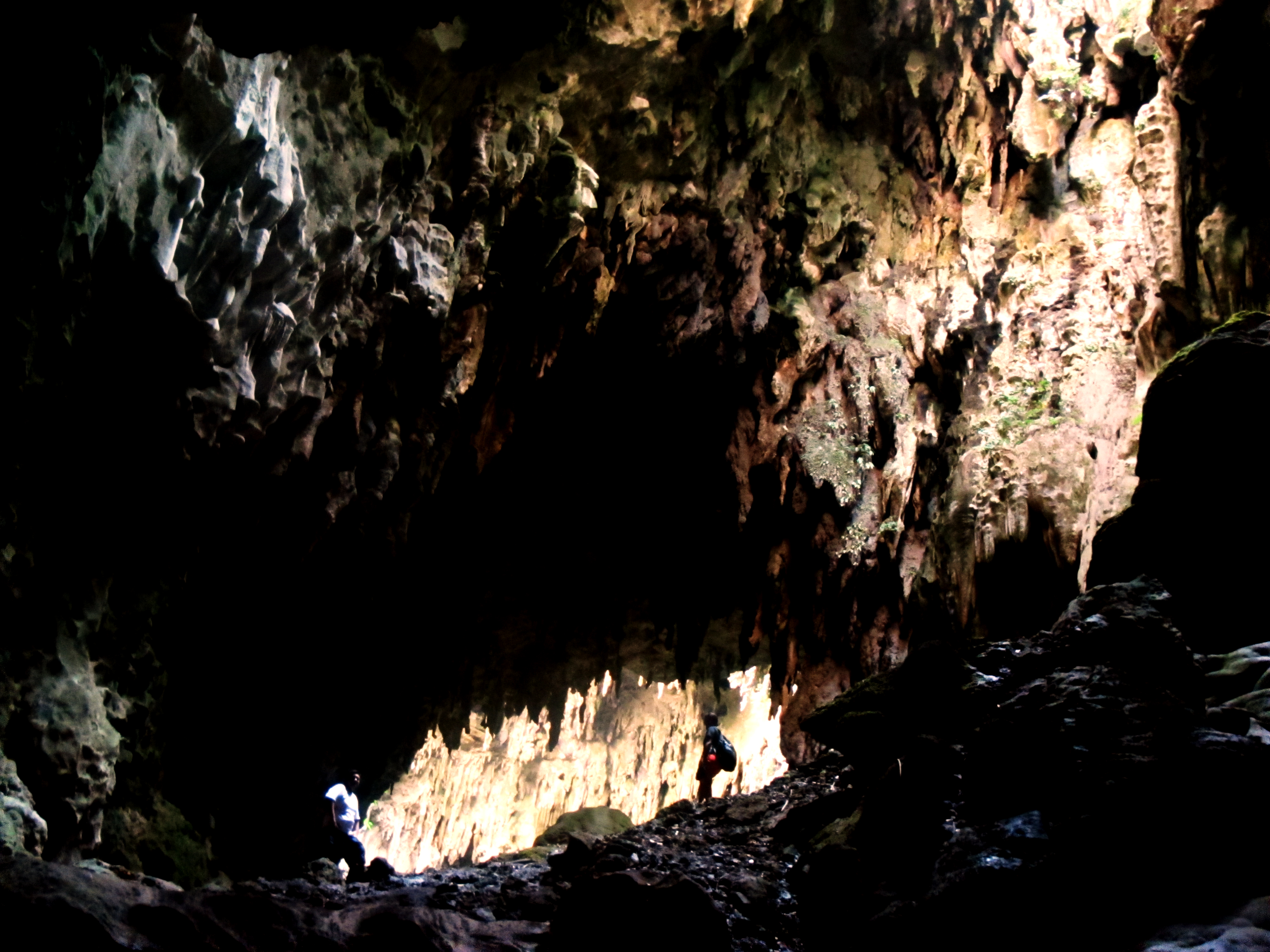
Interno della Caverna di Callao a Luzon, dove è stato trovato il fossile.

Sebbene l'ipotesi iniziale della migrazione umana nelle Filippine di Henry Otley Beyer suggerisse l'uso di ponti di terra durante l'ultima era glaciale, le moderne letture batimetriche dello Stretto di Mindoro e del Passaggio di Sibutu suggeriscono che nessuno dei due sarebbe stato completamente chiuso. Le piccole dimensioni dei molari degli ominidi suggeriscono che potrebbe trattarsi di un caso di nanismo insulare, riscontrato anche nell'Homo floresiensis.